# Župna crkva Svih Svetih u Zagrebu
Župna crkva Svih Svetih katolička je crkva koja se nalazi u gradskoj četvrti Sesvete. Današnja barokna crkva građena je od 1766. do 1773. godine, na mjestu gdje se nalazila starija gotička crkva koja je radi izgradnje nove crkve srušena. Prvi pisani dokument o crkvi u Sesvetama potječe iz 1315. godine, a crkva Svih Svetih i Sesvete, spomenuti su i u popisu župa zagrebačke biskupije iz 1334. godine.
Ova je crkva zaštićeno kulturno dobro Republike Hrvatske.

## Povijest i arhitektura
Današnja crkva građena je pod patronatom zagrebačkog kaptola. Na području Hrvatske, ova je crkva rijedak primjer crkvene arhitekture centralnog tipa s dva zvonika na pročelju. Crkva Svih Svetih je jednobrodna građevina, eliptičnog tlocrta lađe. U crkvi se nalazi kvadratni prezbiterij koji je zaključen zaobljenom apsidom. Sakristija je prigrađena s istočne strane svetišta. U predvorju je smješteno pjevalište iznad kojeg se uzdižu dva zvonika. Površina crkve je svega oko 250 m².
Župna crkva Svih Svetih obnavljana je više puta tijekom 20. stoljeća, uključujući i temeljitu obnovu koja je započela 2018. godine. U potresu koji je pogodio Zagreb u ožujku 2020. godine teško su oštećena oba zvonika te je crkva nakon potresa ponovno obnavljana.
Od 1998. do 2006. godine, sjeverozapadno od župne crkve izgrađen je pastoralni centar s velikim liturgijskim prostorom. U tom se prostoru odvija čitav život župne zajednice. U listopadu 2006. godine pastoralni centar je blagoslovio zagrebački nadbiskup kardinal Josip Bozanić. U liturgijskom dijelu pastoralnog centra tijekom 2017. godine izveden je veliki mozaik akademskog slikara Josipa Botterija Dinija na temu „Godine milosrđa“.

## Galerija
- Pogled na crkvu
- Crkva prije zadnje obnove
- 'Staro' pročelje crkve
- Predvorje crkve
- Pročelje u 2025. godini
- Pogled s ulaza prema oltaru
- Oltar
- Unutrašnjost crkve
- Unutrašnjost crkve
- Unutrašnjost crkve